# Медичи, Ипполито
Кардинал Иппо́лито Ме́дичи (итал. Ippolito de' Medici, 1511—1535) — единственный и внебрачный сын герцога Немурского Джулиано Медичи, внук Лоренцо Великолепного.

## Биография
Его отец умер в 1516 году, когда мальчику было 5 лет, и его растили его дядья: Джованни Медичи (понтифик Лев X) и Джулио Медичи (будущий папа Климент VII). Лев Х даже заказал Рафаэлю написать маленького Ипполито, играющим у его ног на стене ватиканского дворца.
После избрания Джулио следующим папой, в 1524 года 14-летний Ипполито был послан дядей вместе с кузеном Алессандро во Флоренцию, чтобы стать членом правительства и через некоторое время управлять городом от его лица; регентский надзор над ним пока осуществлял кардинал Сильвио Пассерини. Спустя три года, в 1527 году республиканское восстание сбросило Пассерини и Медичи, выгнав их из города, и папе вместе с императором пришлось применить силу, чтобы восстановить существовавший порядок.
Во время осады города (1529—1530) папа обратил свою благосклонность на другого внебрачного племянника, а возможно, и собственного сына — Алессандро Медичи (также находившегося под опекой кардинала Пассерини), считая, что он будет лучшим и более суровым правителем, и заключил тайный мир с императором Карлом V (декабрь 1529), после чего Карл послал ему войска на подмогу и город капитулировал в августе 1530 года. Алессандро стал главой государства в октябре того же года, а в мае 1532 года получил герцогский титул. Ипполито вместо правления получил архиепископство в Авиньоне и кардинальскую шапку (10 января 1529) и был послан в качестве легата в Венгрию и другие места.
10 января 1529 года папа, серьёзно заболев и опасаясь смерти, решил дать ему кардинальскую шапку и титул Санта-Прасседе, легатом в Умбрии и вице-канцлером церкви. Затем он стал епископом Казале и Лекко, и получил богатые аббатства Тре Фонтане (Кампанья), Санта Сабба и Гроттоферрата (около Фраскати).

### Личная жизнь
Был поклонником и, возможно, возлюбленным Джулии Гонзага, второй жены Веспасиано Колонна и мачехи Изабеллы. До принятия им религиозных обетов предполагалось, что он женится на Изабелле Колонна, дочери Веспасиано Колонна, что специально было оговорено в завещании будущего тестя, но этот брак не состоялся.
После восстания в городе 1527 года Ипполито на время поселился в Лукке, где он продолжил своё обучение, на следующий год был отозван папой в Рим. Папа собирался устроить своему 18-летнему племяннику удачный брак, и практически договорился с Веспасиано Колонна о руке его дочери Изабеллы. Ипполито пока не хотел жениться. Некоторые из его биографов предполагают, что к этому времени он уже познакомился с Джулией Гонзага и сделал её своим платоническим идеалом. Он посвятил ей свой «Перевод 2-й книги Энеиды на итальянский белым стихом»
Отец внебрачного сына Асдрубале Медичи (ум.1565), мальтийского рыцаря, имя матери которого неизвестно (согласно легенде, ею была Джулия Гонзага).
Флорентийский историк Сципион Аммирато сообщает, что он жил в великолепном дворце на Кампо Марцио, где он держал блестящий двор, насчитывавший три сотни представителей различных национальностей. У него была коллекция зверей и редких птиц, которых прежде никогда не видели в Италии. В их числе был ручной лев, подаренный ему Франциском I и огромный медведь, подаренный ему Катериной Чибо, герцогиней Камерино. Сансовино сообщает, что «благодаря роскоши своей жизни он заслужил славное имя по всей Италии». Он основал клуб для изучения Витрувия, который собирался дважды в неделю в Риме и назывался La Virtu.

### Конец жизни

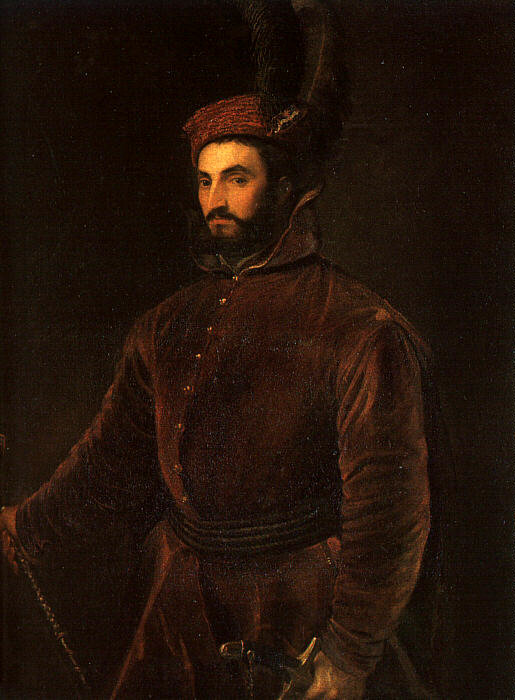
Тициан. Портрет Ипполито Медичи в венгерском костюме

Папа посылал его в каждую важную миссию в качестве легата. Когда император приехал в Италию в 1530 году, именно Ипполито была оказана честь встретить его и провести 4 недели в его компании в течение государственных праздников в Мантуе. 27 марта он чуть было не погиб вместе с Карлом на охоте (по сообщению венецианского посла): император убил дикого вепря, когда его лошадь взбесилась и бросилась в сторону Ипполито, выкинув обоих всадников на землю. Также он занимал видное место при коронации императора в Болонье. 2 года спустя он послан в качестве папского легата в Германию, где его принял император и его брат Фердинанд с честью. Линц в это время был под угрозой турок, и кардинал нанял отряд в 8 тыс. венгров, и скакал в их главе в венгерском костюме. Именно так написал его Тициан.
После его возвращения из Венгрии он сопровождал папу в его поездку во Францию на свадьбу Катерины Медичи с Генрихом, вторым сыном короля Франсуа. В ноябре того же 1533 года Ипполито был послан папой чтобы стать крестным отцом новорожденному сыну герцога феррарского и Рене Французской.
За несколько месяцев до смерти, поскольку его дядя умер и был избран новый папа римский, его положение осложнилось — один из его любимых приближенных, граф Оттавио делла Генга, неожиданно был арестован папскими властями. И Ипполито перебрался со всем своим двором на виллу под Римом. После того, как папа извинился, Ипполито вернулся во дворец.
Тираническое правление его кузена Алессандро Медичи (внебрачного сына негритянской рабыни) было таким непопулярным, что группа флорентийских изгнанников выбрала Ипполито своим послом с петицией к императору о смещении Алессандро (1535). Политические изгнанники из Флоренции fuorusciti выбрали 7 людей, чтобы послать их в Итри, чтобы они сопровождали кардинала. Говорят, что герцог Алессандро, услышав об этом, решил не медлить. Ипполито прибыл из Тиволи, пройдя через Альбано, в конце июня по пути в Тунис со специальным посольством. Умер от малярии в Итри, рядом с Фонди (где жила Джулия Гонзага), ожидая корабля в Тунис, где в тот момент находился император. Ипполито почувствовал себя плохо 2 августа, и многие друзья прибыли из Рима, чтобы побыть с ним. Один из них, Бернардино Сальвиати, приор Рима, считал что кардинал был отравлен Джованни Андреа. Стюард был арестован и посажен под арест в цитадели Итри по приказу городского нотариуса. Варки говорит, что позже он сделал полное признание. Было сделано всё возможное — послали человека в Рим за olio da caravita, которое считали универсальным противоядием. Но его не прислали. Новости о кардинале достигли Джулию, когда она была на мессе в соборе, и она мгновенно отправилась в Итри. Паоло Джиовио, который тогда был в Итри, писал: «Смерть была не так горька лорду Ипполито, ибо вблизи была донна Джулия, которая обращалась с ним со всей своей добродетельной нежностью».
Он умер 10 августа. Его тело с помпой было перенесено на плечах его мавританских слуг среди огромной компании плакальщиков, придворных, друзей, капитанов и солдат по древней Аппиевой дороге через Порта Сан Джованни в римский дворец кардинала. Его похоронили в церкви Сан Лоренцо и Сан Дамасо у Кампо де Фьори. Павел III отдал его привилегии и земли своим собственным племянникам.
Ходили слухи, что он отравлен Алессандро Медичи, который считал его соперником, называлось имя убийцы — Джованни Андреа, который сбежал во Флоренцию под защиту герцога в его дворец. Как указывают, милости, которым осыпал Алессандро его стюарда Андреа не оставили сомнения в том, что он был отравителем. Позже, во время визита в свой родной город Борго Сан Сеполькро был опознан толпой и забит камнями до смерти.